# Смит, Фредди
Фредди Смит (англ. Freddie Smith; род. 19 марта 1988 года) — американский телевизионный актёр, прославившийся ролью подростка-гея Марко Салазара в молодёжной мелодраме канала theCW «90210: Новое поколение». Также он сыграл Сонни Кириакиса — первого открытого гея в дневной мыльной опере в истории телевидения, в сериале «Дни нашей жизни».

## Карьера
Фредди начал актёрскую карьеру в 2008 году, появившись в роли-камео выпускника в одном из эпизодов мистического сериала «Медоуим» — в титрах его имя указано не было.
Затем он появился в короткометражном фильме «Слабая особь» (англ. Weak Species), где играл вместе с Эриком Смитом, и картине «Одно желание», выпущенном в 2010 году.
В начале декабря 2010 года появились слухи, что он появится в сериале «90210: Новое поколение». 9 января 2011 года слухи были подтверждены: Смит сыграет школьника-футболиста по имени Марко, у которого начнётся роман с Тэдди Монтгомери (в исполнении Тревора Донована). Актёр появился в 5 эпизодах, включая финал сезона. 17 июля 2011 года канал theCW сообщил, что Марко появится в четвёртом сезоне, но они с Тэдди расстались во время летних каникул.
Кроме того, Фредди принял предложение сыграть Джексона «Сонни» Кириакиса, персонажа созданного сценаристом Ли Лайманом для сериала «Дни нашей жизни». Персонаж Сонни также является геем..

## Фильмография
| Год   | Название               | В оригинале       | Роль                     | Примечания         |
| ----- | ---------------------- | ----------------- | ------------------------ | ------------------ |
| 2011- | Дни нашей жизни        | Days Of Our Lives | Джексон «Сонни» Кириакис |                    |
| 2011  | 90210: Новое поколение | 90210             | Марко Салазар            |                    |
| 2011  | Один на один с Кливвер | 1 0n 1 on Clevver | Играет самого себе       | О роли Марко       |
| 2010  | Одно желание           | One Wish          | Парень Сары              |                    |
| 2008  | Слабый вид             | Weak Species      | Качок                    | Короткометражка    |
| 2008  | Медиум                 | Medium            | Выпускник                | Не указан в титрах |